# Oskaloosa (Kansas)
Oskaloosa település az Amerikai Egyesült Államok Kansas államában, Jefferson megyében, melynek megyeszékhelye is. Lakosainak száma 1110 fő (2020. április 1.).

## Népesség
A település népességének változása:

| 2010 | 1 113 |
| 2020 | 1 110 |